# Nervveckmossa
Nervveckmossa (Diplophyllum albicans) är en bladmossart som först beskrevs av Carl von Linné, och fick sitt nu gällande namn av Barthélemy Charles Joseph Dumortier. Nervveckmossa ingår i släktet veckmossor, och familjen Scapaniaceae. Arten är reproducerande i Sverige. Inga underarter finns listade i Catalogue of Life.

## Bildgalleri

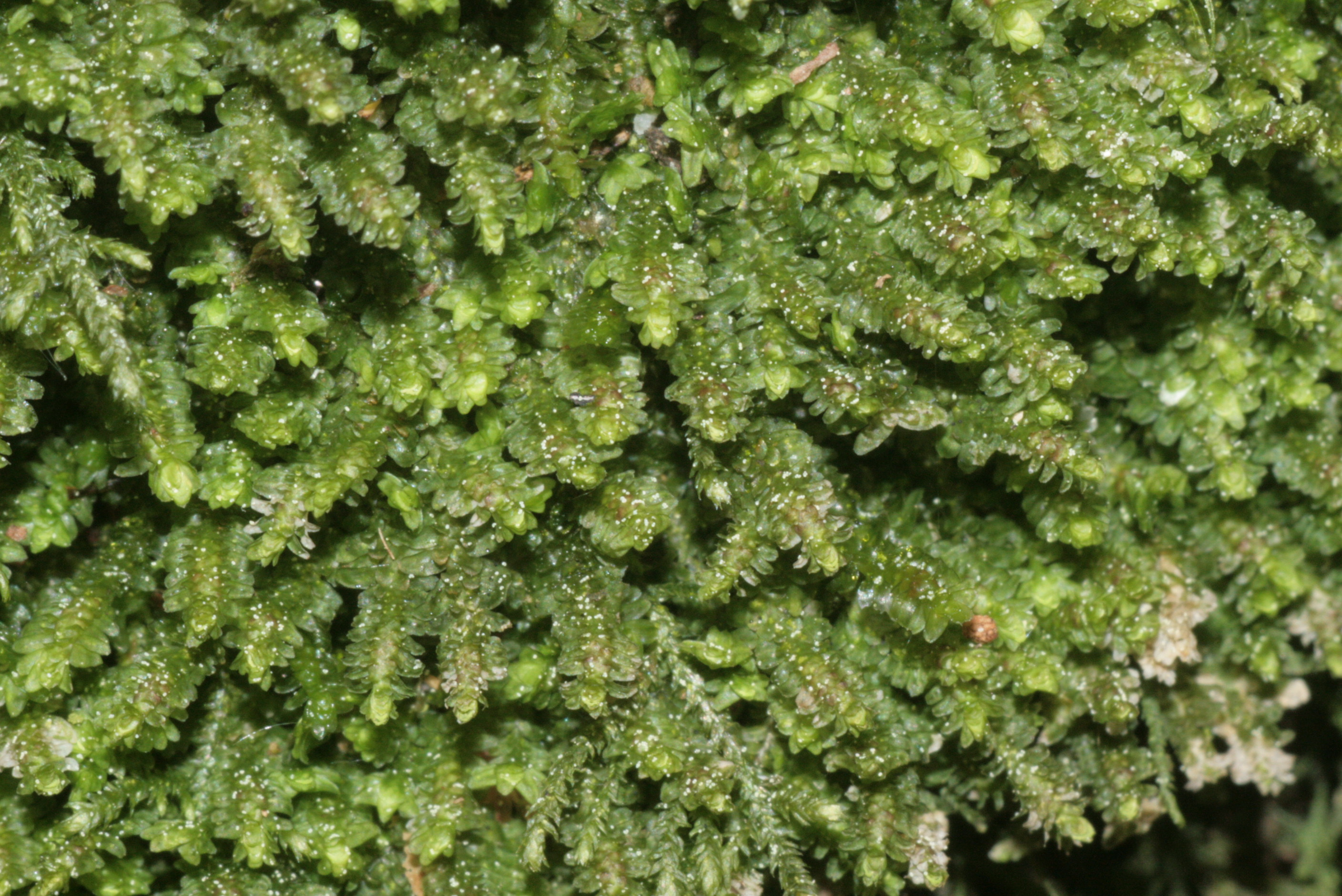
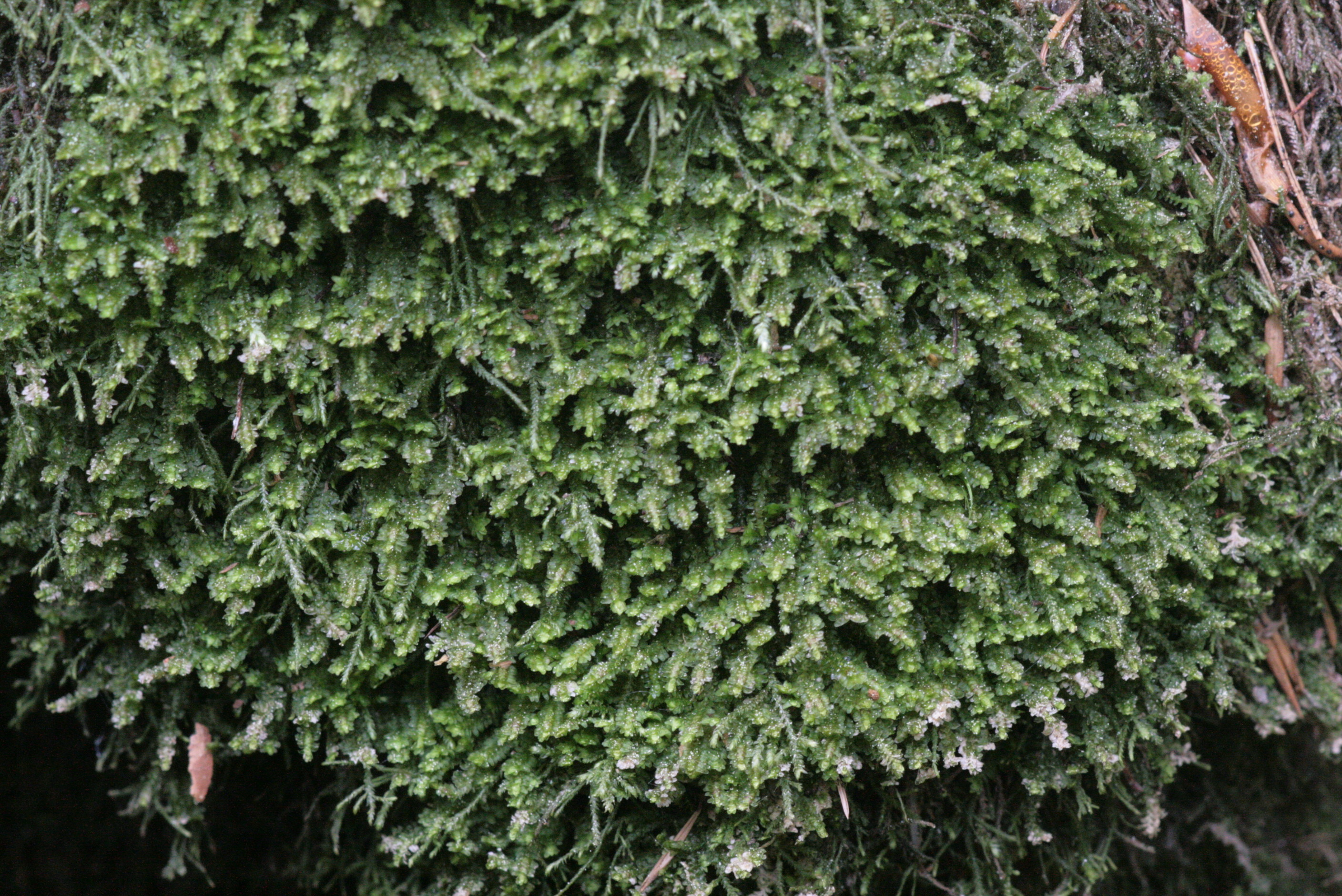
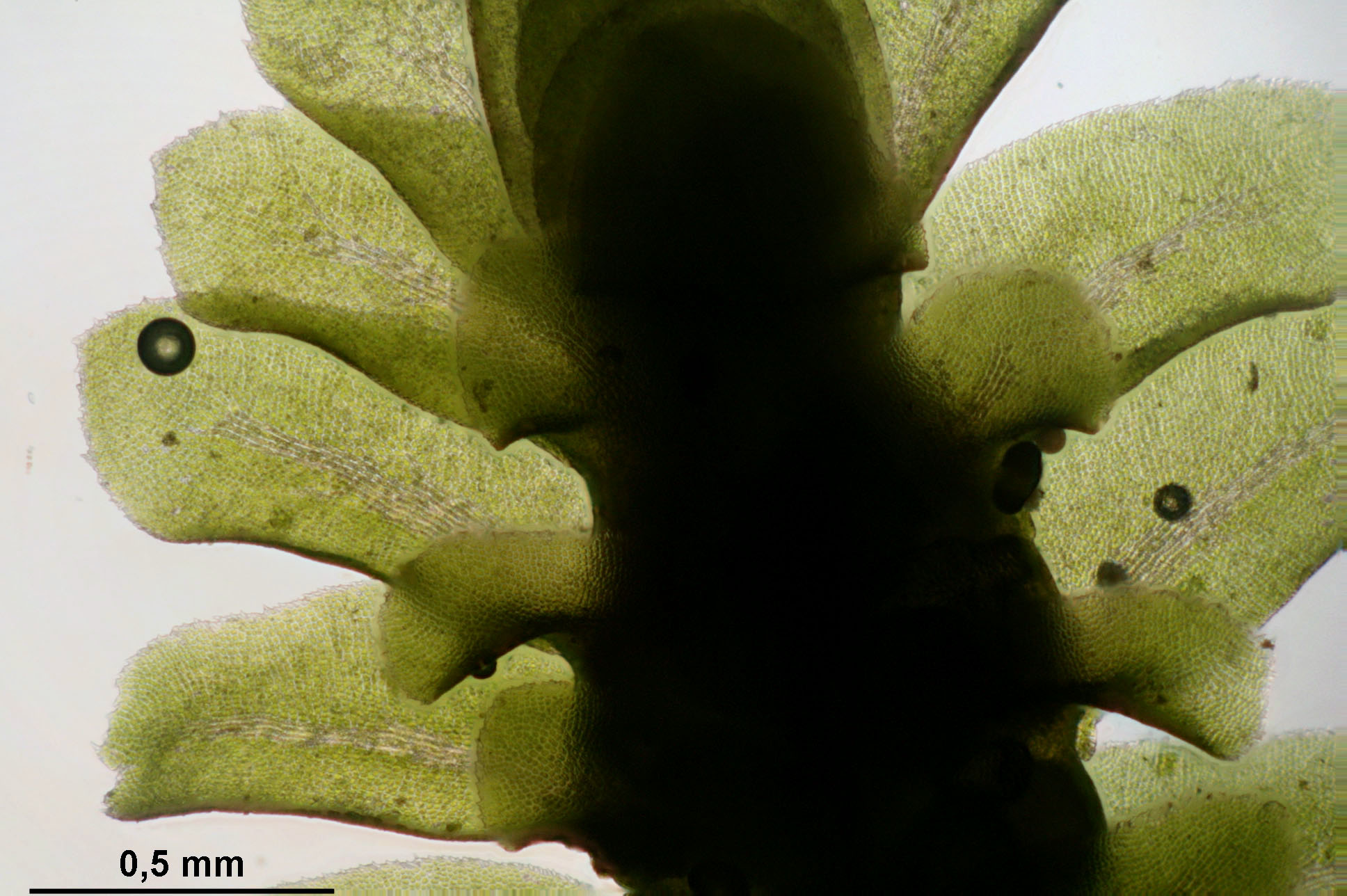
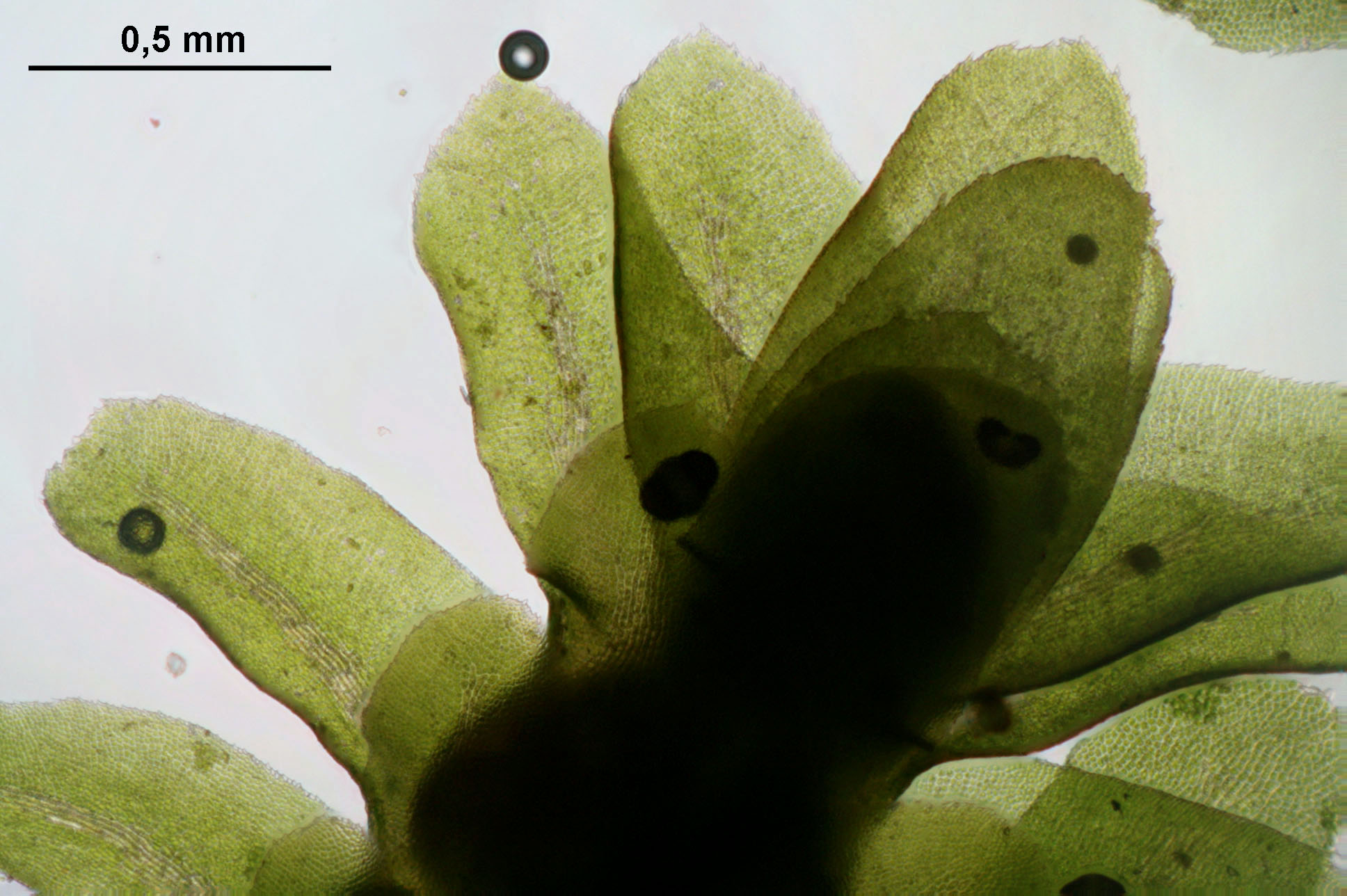